# Naturkulturmetoden
Naturkulturmetoden är en skogsbruksfilosofi som har som princip att maximera det ekonomiska värdet ur en trädgrupp i stället för att betrakta skogen som ett bestånd. Det är ingen form av hyggesfritt skogsbruk utan kan lika gärna, beroende på förutsättningarna, resultera i ett hygge, en höggallring eller dimensionshuggning. 
Naturkulturmetoden har utvecklats av Mats Hagner, fram till 1999 professor vid Sveriges lantbruksuniversitet, och har blivit mycket omdebatterad.

## Metod
Naturkulturmetoden består av två moment: dels så kallad befriande gallring, dels berikande plantering. Med befriande gallring menas avverkning av träd som har högt ekonomiskt värde men däremot inte så hög tillväxt, för att i stället gynna träd som bedöms ha ett högt framtida värde. Om det finns befintliga plantor och småträd i luckorna får dessa svara för föryngringen, men i annat fall kompletterar man med berikande plantering av enstaka plantor direkt i mossan, utan markberedning.
Kärnan i metoden är trädvalet vid gallring, som ska baseras på högsta möjliga nuvärde i små trädgrupper. Teorin är att man med en prognosmodell ska kunna förutsäga hur varje träd i en liten trädgrupp kommer att utvecklas i framtiden om man avverkar inget, ett eller flera träd i gruppen, nu eller i framtiden. Modellen ska samtidigt beräkna trädens framtida värde vid varje tänkbar framtida tidpunkt för att därigenom beräkna ekonomiskt optimal skötsel för trädgruppen. Detta ska sedan upprepas för varje trädgrupp i hela skogen. Mats Hagner betonar att begreppet bestånd inte ska användas utan all skötsel ska enbart beakta små trädgrupper. Efter genomförd gallring ska markägaren plantera i luckor och i alltför glesa delar av skogen för att på så vis garantera en hög långsiktig produktionsnivå.
Eftersom trädgruppens nuvärde styr vilka träd som ska avverkas så blir förräntningen av de enskilda träden en viktig komponent. Förenklat innebär det att alla träd vars internränta understiger markägarens räntekrav kommer att avverkas. 

## En omdebatterad metod
Naturkulturmetoden har vunnit anhängare bland opinionsbildare och skogsägare som är kritiska mot det annars dominerande trakthyggesbruket. Förespråkarna menar att skogsbruket blir mer naturvänligt eftersom den brukade marken förblir kontinuerligt beskogad och ingen markberedning förekommer. De menar också att den ekonomiska avkastningen blir högre eftersom bara ekonomiskt värdefulla träd avverkas samtidigt som kostnaderna för återväxtåtgärder är små.
Bland kritikerna finns andra forskare vid Sveriges Lantbruksuniversitet samt tjänstemän på Skogsstyrelsen. De har påpekat att metoden oftast leder till mycket hårda höggallringar, där de kvarvarande beståndens virkesförråd understiger den nivå som skogsvårdslagen kräver. Den berikande planteringen kan antas ge en något högre inväxning på sikt, men eftersom den inte påverkar skogens tillväxt förrän om tidigast 50–100 år så har den i realiteten ingen inverkan på virkesproduktionen.
Det har också framförts stark kritik mot själva prognosmodellen som styr trädvalet vid naturkultur.

## Utvärdering av fältförsök
Mycket lite om naturkulturmetoden har publicerats i vetenskapliga tidskrifter. I början av 1990-talet anlade Mats Hagner ett stort antal fältförsök med naturkultur. En utvärdering som gjordes av Skogsstyrelsen efter tio år visade att virkesproduktionen varit betydligt lägre på de ytor där naturkultur tillämpats jämfört med vad man långsiktigt kan förvänta på de kontrollytor där man planterat på normalt sätt efter markberedning. Samma slutsats drogs i en studie av ett av försöksområdena efter 20 år.

## Fallet Harald Holmberg
Naturkulturmetoden blev uppmärksammad i medierna när skogsägaren Harald Holmberg i Norrbäck på Stöttingfjället 2007 anmälde att han ville avverka ett bestånd enligt principen naturkultur i ett svårföryngrat område där avverkningstillstånd krävdes. Skogsstyrelsen nekade avverkningstillstånd med motivering att metoden inte ansågs ändamålsenlig för uppkomst av ny skog. Holmberg överklagade men fick 2009 avslag i Kammarrätten i Sundsvall. 
År 2008 avverkade Harald Holmberg 11,7 hektar enligt naturkulturmetoden på en annan del av sin skogsfastighet. Skogsstyrelsen polisanmälde avverkningen eftersom man menade att Holmberg dels gallrat ut för mycket för att avverkningen skulle kunna anses främja skogens utveckling (Skogsvårdslagen 10§) och dels avverkat inom svårföryngrat område utan tillstånd. Åklagaren lade ner förundersökningen gällande för hård gallring men valde att åtala för avverkning utan tillstånd. Innan åtalet hamnade i domstol avskaffades kravet på avverkningstillstånd och ersattes med en anmälningsplikt. Åtalet lades då ner eftersom åklagaren inte kunde förvänta sig en fällande dom då kravet på tillstånd tagits bort. Holmberg krävde att ärendet skulle avgöras i domstol och 2012 frikände tingsrätten Holmberg från att ha avverkat inom svårföryngrat område utan tillstånd. Tingsrätten prövade däremot aldrig om sättet att avverka enligt naturkulturmetoden var lagligt eller ej eftersom den delen av polisanmälan aldrig ledde till åtal